# Neogryllodes patagonus
Neogryllodes patagonus är en insektsart som först beskrevs av Henri Saussure 1874.  Neogryllodes patagonus ingår i släktet Neogryllodes och familjen syrsor. Inga underarter finns listade i Catalogue of Life.